# Baptist Rousset
Baptist Rousset (* 25. Mai 1979) ist ein ehemaliger französischer Nordischer Kombinierer.

## Werdegang
Rousset gab sein internationales Debüt zur Saison 1997/98 im B-Weltcup der Nordischen Combination. Dabei erreichte er in der ersten Saison mit sieben Punkten Rang 74 der Gesamtwertung. Nachdem er sich in der Saison 1998/99 stetig steigern konnte, gab er in der Saison zudem sein Debüt im Weltcup der Nordischen Kombination. Auch hier gelangen Rousset bereits in den ersten Wettbewerben erste Punktegewinne.
Bei den Nordischen Junioren-Skiweltmeisterschaften 1999 in Saalfelden am Steinernen Meer gewann er gemeinsam mit Kevin Arnould, Julien Marchandise und Ludovic Roux die Bronzemedaille im Teamwettbewerb.
Zu Beginn der Saison 1999/00 verpasste er in Vuokatti im Einzel wie auch im Sprint die Punkteränge deutlich. Daraufhin ging er für einen Wettbewerb zurück in den B-Weltcup, wo er als Dritter das erste Podium seiner Karriere erreichte. Zurück im Weltcup erreichte er im Januar in Reit im Winkl erstmals wieder die Punkteränge. 
Eine konstante Leistung erreichte Rousset nicht. Regelmäßig schaffte er es bis zum Saisonende zwar in die Punkteränge und erreichte auch am Ende mit 238 Punkten Rang 43 der Gesamtwertung, zog sich dann aber aus dem internationalen Wettbewerb zurück und beendete schließlich seine aktive Laufbahn.

## Erfolge

### Weltcup-Platzierungen
| Saison  | Platz | Punkte |
| ------- | ----- | ------ |
| 1998/99 | 50.   | 097    |
| 1999/00 | 43.   | 238    |

### B-Weltcup-Platzierungen
| Saison  | Platz | Punkte |
| ------- | ----- | ------ |
| 1997/98 | 74.   | 007    |
| 1998/99 | 45.   | 040    |

### Weltcup-Statistik
Die Tabelle zeigt die erreichten Platzierungen im Einzelnen.
- Platz 1.–3.: Anzahl der Podiumsplatzierungen
- Top 10: Anzahl der Platzierungen unter den ersten zehn
- Punkteränge: Anzahl der Platzierungen innerhalb der Punkteränge
- Starts: Anzahl gelaufener Rennen in der jeweiligen Disziplin

| Platzierung         | Einzel a | Sprint | Massenstart | Team   | Team    | Gesamt |
| Platzierung         | Einzel a | Sprint | Massenstart | Sprint | Staffel | Gesamt |
| ------------------- | -------- | ------ | ----------- | ------ | ------- | ------ |
| 1. Platz            |          |        |             |        |         |        |
| 2. Platz            |          |        |             |        |         |        |
| 3. Platz            |          |        |             |        |         |        |
| Top 10              |          |        |             |        |         |        |
| Punkteränge         | 4        | 1      |             |        |         | 5      |
| Starts              | 9        | 6      |             |        |         | 15     |
| Stand: Karriereende |          |        |             |        |         |        |